# 七帶鸚竺鯛
七帶鸚竺鯛（學名：Ostorhinchus septemstriatus），又稱七帶天竺鯛，為輻鰭魚綱鱸形目鱸亞目天竺鯛科的一個種。

## 分布
本魚分布於西太平洋區，包括越南、菲律賓、印尼、新幾內亞、新喀里多尼亞、澳洲北部等海域。

## 深度
水深18－52公尺。

## 特徵
本魚體延長而側扁，眼大，口大略下位。魚體呈褐色，體側具3條狹窄的深色縱紋,第一條沿著第一背鰭的基底，第二條在眼睛上方, 第三條從吻部延伸到尾鰭末端，尾鰭凹入，背鰭硬棘8枚；背鰭軟條9枚；臀鰭硬棘2枚；臀鰭軟條8枚，體長可達5.3公分。

## 生態
本魚棲息於沙泥底質海域，白天躲藏於洞穴中，夜間出來覓食，屬肉食性。繁殖期時，雄魚具有口孵習性，卵約7日化成仔魚，由雄魚吐出，具短暫的仔魚飄浮期。

## 經濟利用
不具經濟價值。